# Ghiacciaio Austreskorve
Il ghiacciaio Austreskorve (letteralmente, in norvegese: Versante orientale) è un ghiacciaio situato sulla costa della Principessa Astrid, nella Terra della Regina Maud, in Antartide. Il ghiacciaio, il cui punto più alto si trova a circa 1600 m s.l.m., si trova in particolare nei monti Mühlig-Hofmann e fluisce verso nord a partire da una posizione poco a oriente del ghiacciaio Vestreskorve, scorrendo sul versante orientale del monte Breplogen.

## Storia
Il ghiacciaio Austreskorve è stato mappato per la prima volta dalla sesta spedizione antartica norvegese, 1956-60, grazie a fotografie aeree scattate nel corso della stessa spedizione, che lo ha poi anche battezzato con il suo attuale nome.